# Bhogateni
Bhogateni – gaun wikas samiti we wschodniej części Nepalu w strefie Kośi w dystrykcie Morang. Według nepalskiego spisu powszechnego z 2001 roku liczył on 935 gospodarstw domowych i 5535 mieszkańców (2757 kobiet i 2778 mężczyzn).